# Benno Wulfsohn

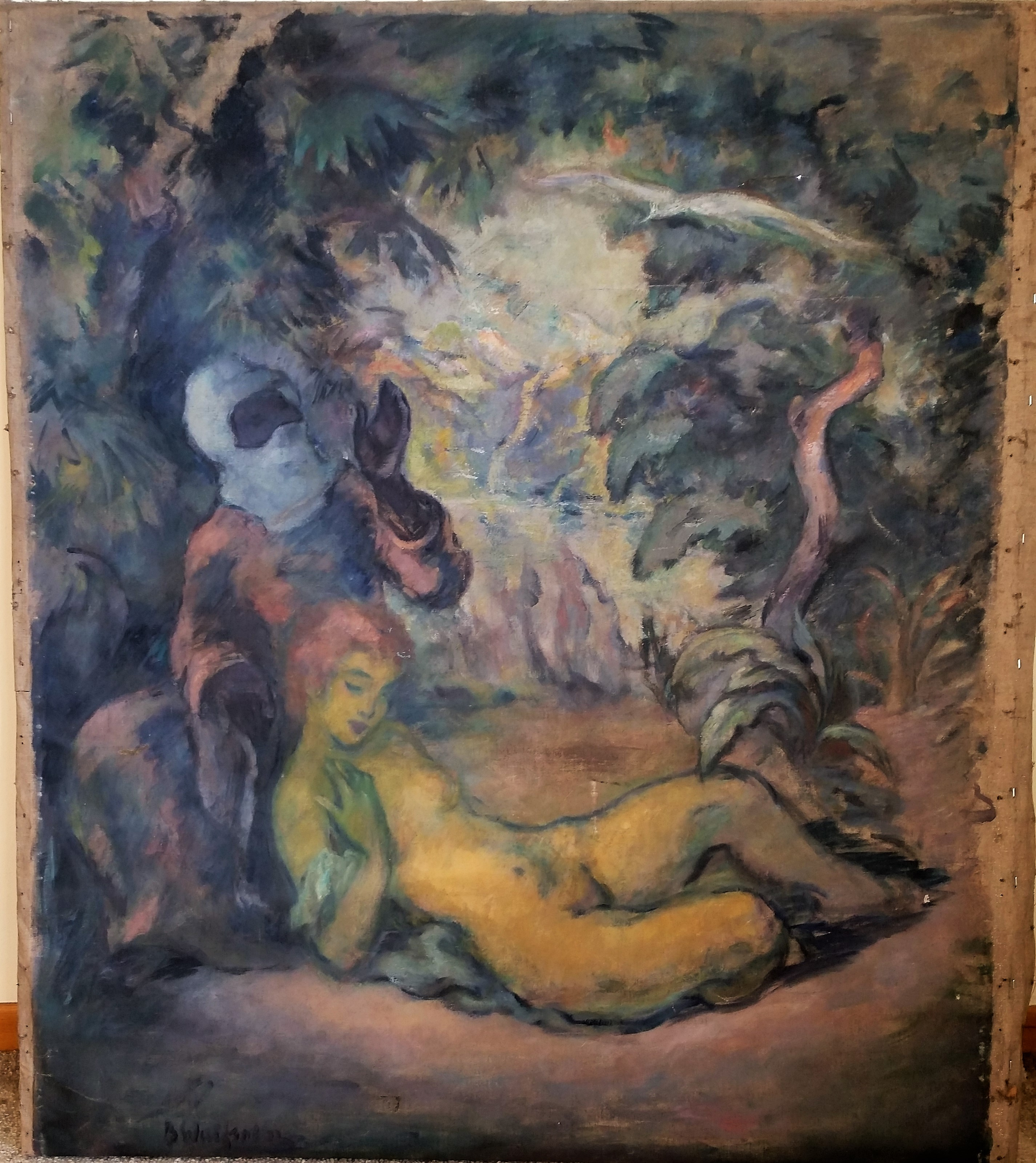
Les Mille et Une Nuits, huile sur toile.

Benno Wulfsohn, né le 21 décembre 1882 à Mitau (aujourd'hui Jelgava en Lettonie) et mort le 29 octobre 1937 à Shanghai, est un peintre et graveur allemand.

## Biographie
Benno Wulfsohn naît le 21 décembre 1882 à Mitau (aujourd'hui Jelgava en Lettonie).
Il étudie dans les académies de Berlin et de Munich. Il est l'élève de Max Liebermann et fait partie de l'Association des artistes de Berlin et de l'Association des artistes de la Sécession de Berlin.
Outre son activité principale de peintre, il travaille également comme illustrateur pour des livres et des magazines. Son répertoire créatif s'étend de la peinture à l'huile, de l'aquarelle, du dessin à la gravure. 
Benno Wulfsohn travaille dans les années 1920, entre autres, comme peintre d'affiches publicitaires pour des sociétés américaines bien connues. Il émigre au début des années 1930, d'abord aux États-Unis, puis en Chine. Il vit d'abord à Pékin puis à Shanghai.
Benno Wulfsohn meurt le 29 octobre 1937 à Shanghai, du choléra et de la fièvre jaune.